# 大明山方竹
大明山方竹（学名：Chimonobambusa damingshanensis）为禾本科方竹属下的一个种。其种加词“damingshanensis”意为“广西大明山的”。